# Wysocy Komisarze Niue
Wysoki Komisarz Niue reprezentuje Nową Zelandię jako jej przedstawiciel.
Poniżej znajduje się lista Wysokich Komisarzy Niue:
| Lp. | Imię i nazwisko                     | Początek kadencji   | Koniec kadencji  |
| --- | ----------------------------------- | ------------------- | ---------------- |
| 1   | Kurt Meyer                          | 2 sierpnia 1993     | 1994             |
| 2   | Warren Searell                      | 16 maja 1994        | 1997             |
| 3   | Mike Pointer                        | 27 maja 1997        | maj 2000         |
| 4   | John Bryan                          | maj 2000            | luty 2003        |
| 5   | Sandra Rose Te Hakamatua Lee-Vercoe | 14 lutego 2003      | 26 września 2005 |
| 6   | Kurt Meyer (tymczasowo)             | 3 października 2005 | luty 2006        |
| 7   | Anton Ojala                         | luty 2006           | styczeń 2008     |
| 8   | Brian Smythe                        | 15 stycznia 2008    | 2010             |
| 9   | John Bryan (tymczasowo)             | 2010                | wrzesień 2010    |
| 9   | Tauaasa Taafaki (tymczasowo)        | wrzesień 2010       | październik 2010 |
| 10  | Mark Blumsky                        | październik 2010    |                  |